# بلجيكا
بلجيكا أو مملكة بلجيكا هي دولة ذات نظام «ملكي اتحادي» في أوروبا الغربية. وهي عضو مؤسس في الاتحاد الأوروبي، وتستضيف مقر الاتحاد الأوروبي، فضلا عن ذلك العديد من المنظمات الدولية الرئيسية الأخرى مثل منظمة حلف شمال الأطلسي. بلجيكا تغطي مساحة 30,689 كم 2 (11,849 ميل مربع)، وعدد سكانها حوالي 11 مليون نسمة حسب أحصاء عام 2025، عاصمتها هي مدينة بروكسل وهي العاصمة الإدارية لمنظمة الاتحاد الأوروبي.
على جانبي الحدود الثقافية بين أوروبا الجرمانية واللاتينية، وفي بلجيكا لغتين رئيسيتين هما: الهولندية المتكلمين بها (حوالي 59٪)، ومعظمهم الفلمنكية، والمتكلمين بالفرنسية (حوالي 41٪)، ومعظمهم الولونيين، بالإضافة إلى مجموعة صغيرة من المتحدثين بالألمانية. اثنين من أكبر المناطق في بلجيكا هي المنطقة الناطقة باللغة الهولندية الفلاندر في الشمال والمنطقة الناطقة بالفرنسية جنوب والونيا. في إقليم العاصمة بروكسل، ثنائية اللغة رسمياً، هو جيب الناطقة بالفرنسية في الغالب داخل الإقليم الفلمنكي. تتواجد الجماعة الناطقة باللغة الألمانية في شرق والونيا. تنعكس تنوع بلجيكا اللغوي والصراعات السياسية ذات الصلة في التاريخ السياسي ونظام معقد من الحكومة.
تاريخياً، بلجيكا، هولندا ولوكسمبورغ كانت تعرف باسم البلدان المنخفضة، والتي تستخدم لتغطية مساحة أكبر نوعا ما من المجموعة الحالية للدول البنلوكس. وتاريخياً كانت بلجيكا تحمل اسم «بلجيكا اللاتينية» نظراً لانضمام بلجيكا إلى إحدى المقاطعات الرومانية. من نهاية العصور الوسطى حتى القرن السابع عشر، كانت مركز مزدهر للتجارة والثقافة. من القرن السادس عشر حتى الثورة البلجيكية في عام 1830، عندما انفصلت بلجيكا عن هولندا، ودارت العديد من المعارك بين القوى الأوروبية على الأراضي البلجيكية، الأمر الذي أدى إلى أن يطلق عليها اسم «ساحة المعركة في أوروبا» سمعة يعززها كلا الحربين العالميتين.
بعد استقلالها، شاركت بلجيكا في الثورة الصناعية وخلال القرن العشرين، كانت تمتلك عدداً من المستعمرات في أفريقيا. وقد تميز النصف الثاني من القرن العشرين بحدوث خلافات بين الفلمنكيين والفرنكوفونيين تغذيها الاختلافات في اللغة والتنمية الاقتصادية غير المتكافئة من فلاندرز والونيا. وقد تسبب هذا العداء المستمر بإصلاحات بعيدة المدى، وتغيير نظام الدولة البلجيكية الوحدوي سابقاً في الدولة الاتحادية، والعديد من الأزمات الحكومية، وآخرها، 2007-2011، كونها أطول.

## أصل التسمية
أطلق يوليوس قيصر هذا اللقب على سكان هذه المنطقة السلتية عند غزو بلاد الغال في ما بين 57 و51 قبل الميلاد. حيث ذكر في مؤلفاته (De Bello Gallico).
عاد ظهور الاسم مجدداً إبان القرن السابع عشر في العديد من الأعمال الفنية والأدبية وكذلك على الصعيد السياسي في غرب أوروبا، حيث كان يُقصد به آنذاك الأقاليم الهولندية والفلمنكية معاً. وهذا ما يفسر ما حدث لاحقاً من ضم الفلمنكيين والهولنديين تحت راية مملكة الأراضي المنخفضة (المملكة المتحدة وهولندا) عام 1815، بعد هزيمة نابليون بونابرت.

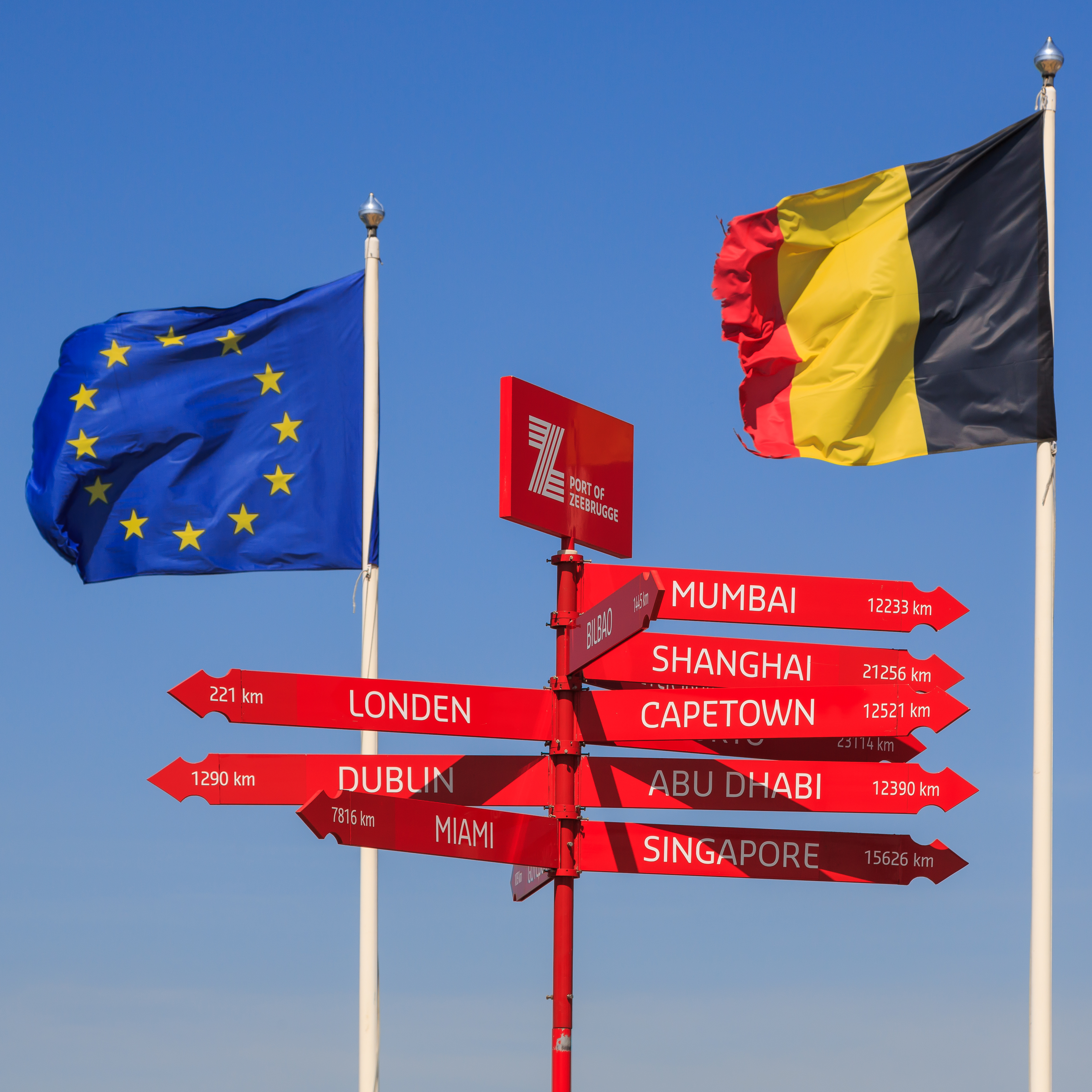
بلجيكا مقر الإتحاد الأوروبي.

## الجغرافيا

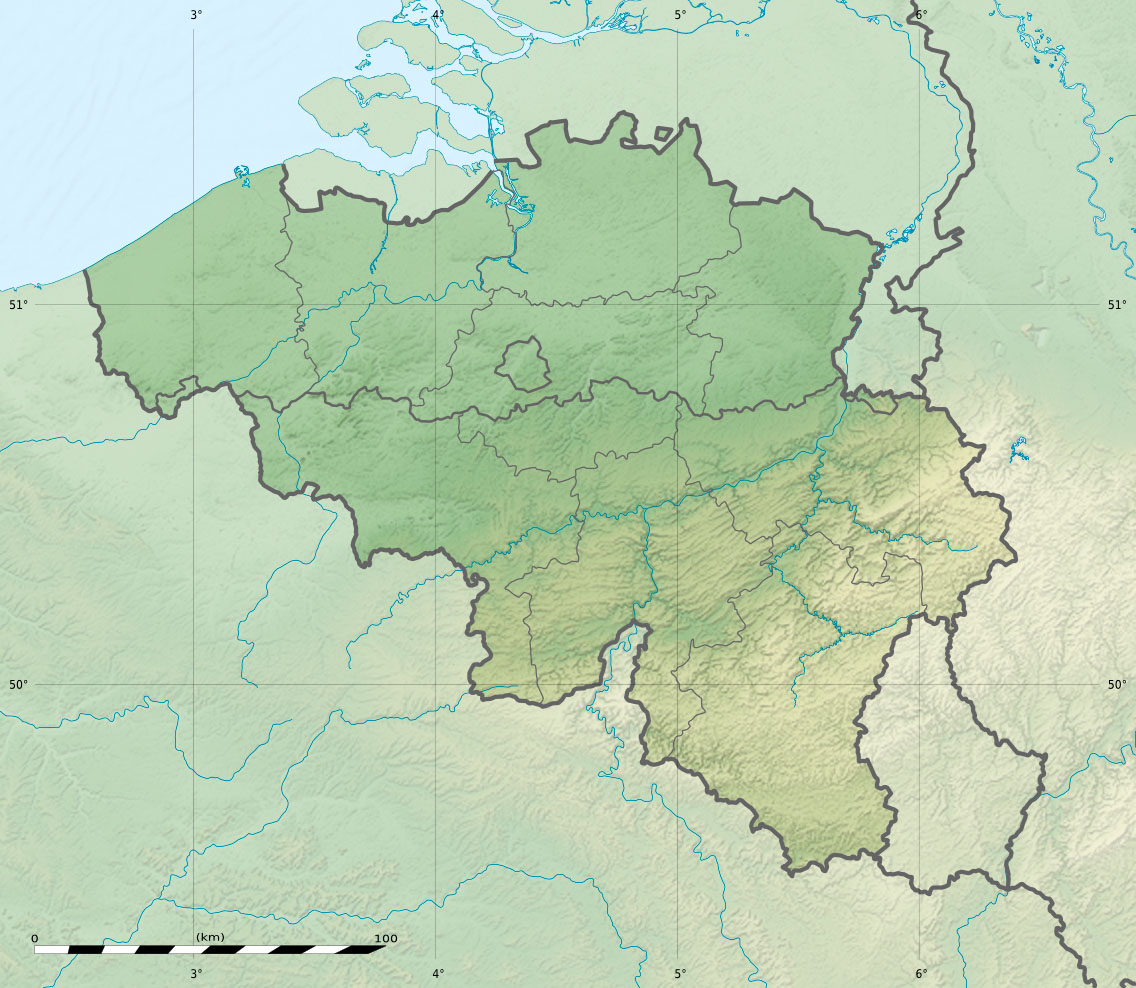
تضاريس بلجيكا

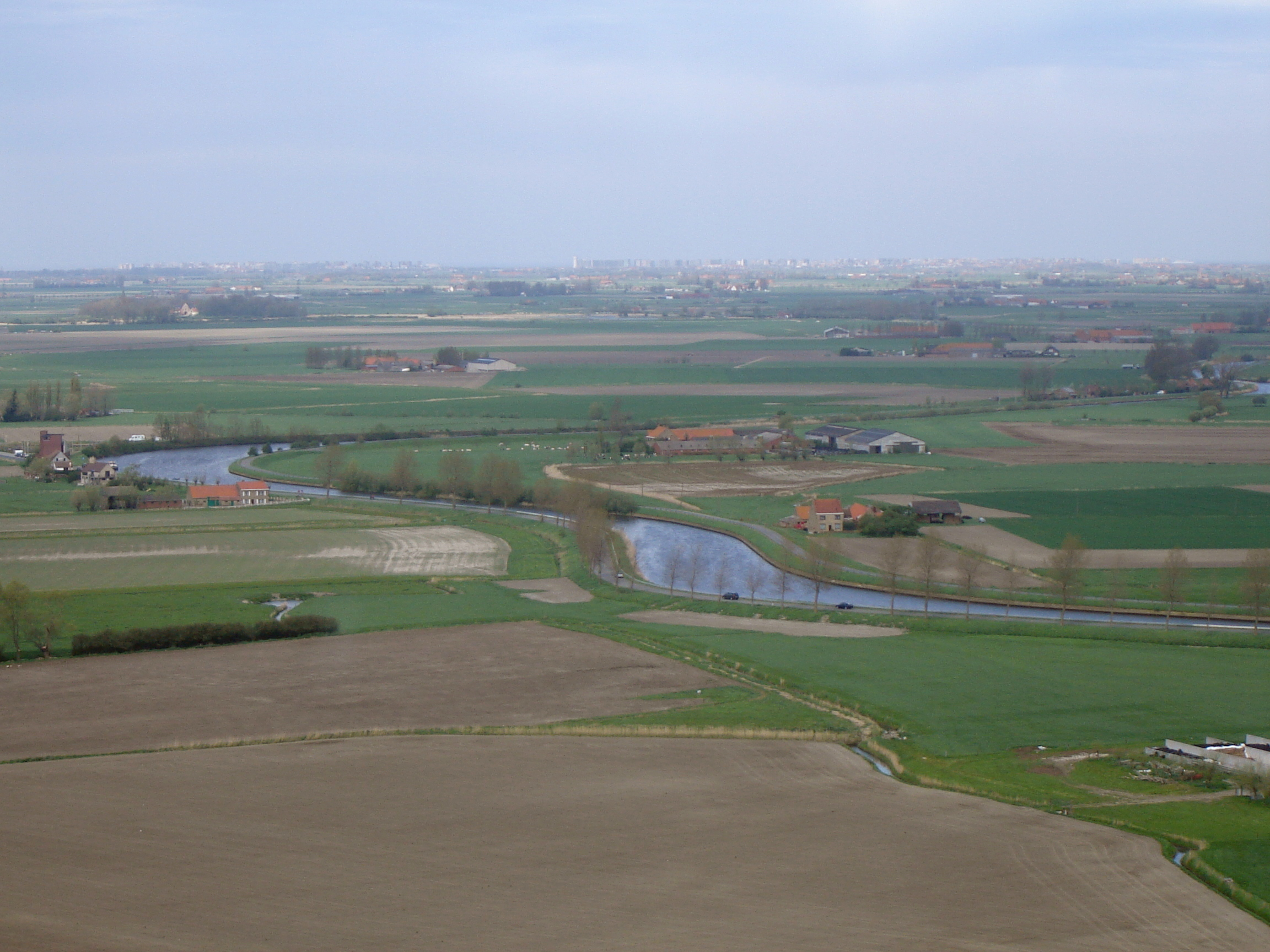
الأراضي المستصلحة على طول النهر يسر.

بلجيكا تشترك في الحدود مع فرنسا (620 كم)، ألمانيا (167 كم)، لوكسمبورغ (148 كم) وهولندا (450 كلم). مساحتها الإجمالية بما في ذلك المياه السطحية هي 30689 كيلومترا مربعاً. بلجيكا ثلاث مناطق جغرافية رئيسية هي: السهل الساحلي في الشمال الغربي والهضبة الوسطى وكلاهما تنتمي إلى حوض الأنجلو البلجيكي، ومرتفعات أردين في الجنوب الشرقي هي جزء من حزام فاريسكان الجبلي. حوض باريس يصل إلى المنطقة الصغيرة الرابعة للطرف الجنوبي في بلجيكا.
السهل الساحلي يتكون أساساً من الكثبان الرملية والأراضي المستصلحة، منظر للطبيعة يرتفع ببطء عن طريق المجاري المائية العديدة، مع الوديان الخصبة والسهول الرملية في شمال شرق كمبين (Campine). التلال والهضاب مليئة بالأشجار الحرجية الكثيفة أكثر من مرتفعات أردين الوعرة والصخرية المليئة بالكهوف والأودية الصغيرة التي تمتد غربا إلى فرنسا، وشرقا يمتد هذا المجال إلى سلسلة جبال إيفيل في ألمانيا من هضبة الفينات السامي، والذي يشكل أعلى نقطة في بلجيكا بارتفاع 694 متر (2277 قدم).
بلجيكا دولة صغيرة المساحة، وتغلب عليها المظاهر السهلية، ولقد اقتطع السكان قسماً من البحر وذلك في توسعهم الزراعي على حساب السواحل، وتنقسم أرضها إلى سهل الفلاندر ويشغل القسم الشمالي الغربي من البلاد، ويمتد نطاق مستنقعي بينه وبين البحر، وهذا السهل يمثل مجال التوسع على حساب البحر، ويليه سهل الكامبين بمحاذاة هولندا وهو رملي حصوي، استصلحت تربته أخيراً، ثم السهل الأوسط وهو سلسلة من الهضاب المنخفضة، وتشقه مجموعة من روافد نهر السخيلد وبهذا السهل أغنى أراضي بلجيكا الزراعية، وأكثرها سكاناً وتشمل أرض بلجيكا هضبة أردين وهي مجموعة من الهضاب، تفصل بينهما منطقة تتمثل في منخفض (فامين) ومن المناطق البلجيكية وادي (السامواز) ويشتهر بوجود الفحم، ويعيش في هذا الوادي ربع سكان بلجيكا.

### المناطق الطبيعية
لدى بلجيكا ثلاث مناطق طبيعية: الساحل، المنطقة الوسطى ومرتفعات أردين. تكثر الزراعة في الثانية لخصوبة تربتها بينما تكثر الغابات والجبال والحياة البرية في الثالثة.

### الأنهار
تصب مياه بلجيكا بأكملها في بحر الشمال، باستثناء بلدية موميجني (ماكينواز)، التي يصبها نهر واز في القناة الإنجليزية. تتدفق ثلاثة أنهار رئيسية إلى البحر: نهر شيلدت (200 كم في بلجيكا، 350 كم إجمالاً)، ونهر الميز (183 كم في بلجيكا، 925 كم إجمالاً) ونهر إيسر ( 50 كم في بلجيكا، 78 كم إجمالاً). الأنهار الأخرى هي روبل وسيني وسامبر وليس وأورث وليس وديجلي. تشمل البحيرات الرئيسية بحيرة جينفال وبحيرة بوتجينباخ وبحيرة أو ديور وبحيرة جيليب وبحيرة أوبين وبحيرة روبرتفيل.

### المناخ

خريطة تصنيف كوبن للمناخ في بلجيكا

مناخ بلجيكا، مثل معظم شمال غرب أوروبا، المناخ عمومًا معتدل إلى بارد، معدل درجات الحرارة هي 25 درجة مئوية صيفاً و7,2 درجة شتاءً.[بحاجة لمصدر]

## التركيبة السكانية

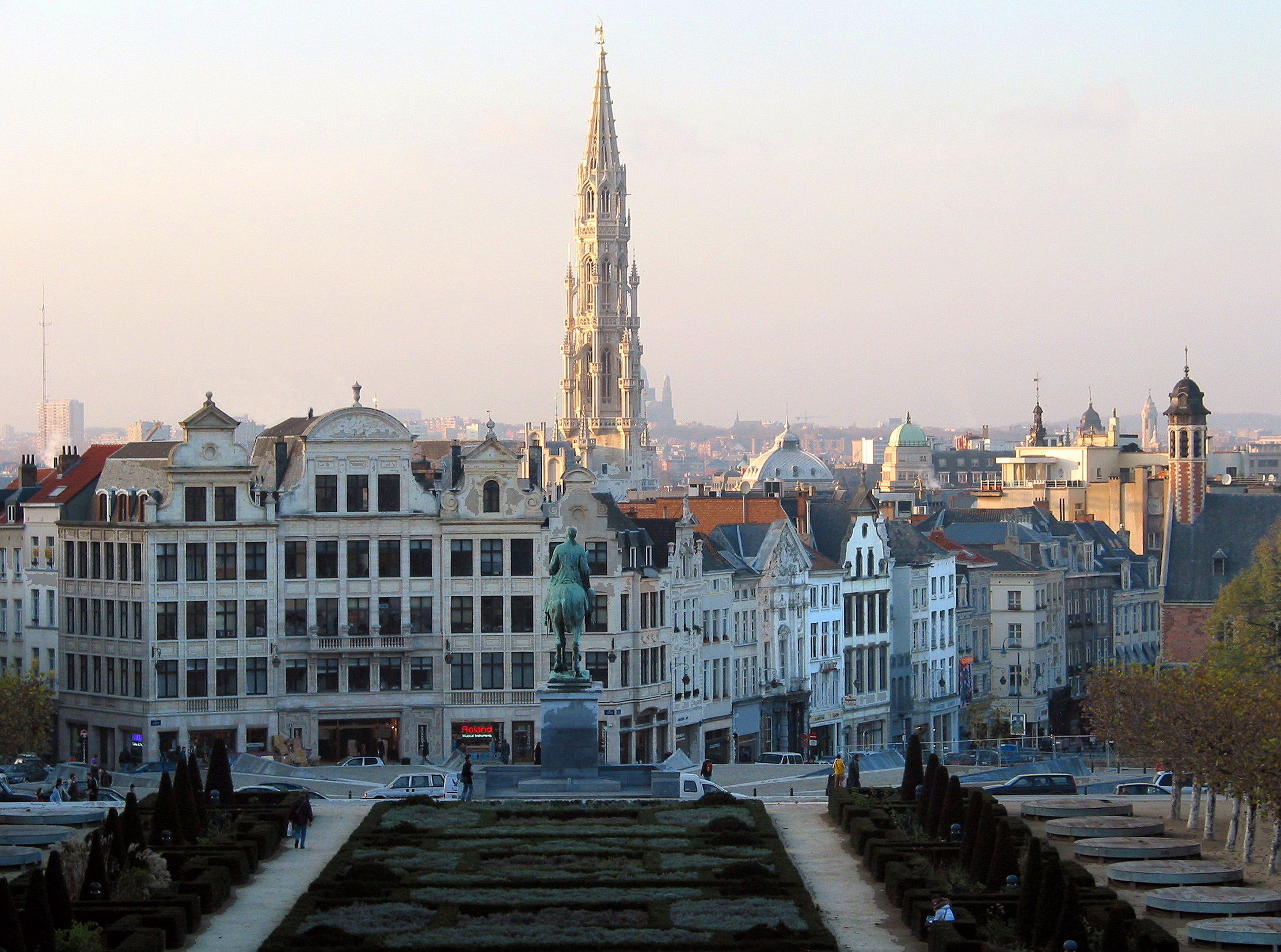
بروكسل، عاصمة وأكبر منطقة حضرية في بلجيكا.

جميع السكان البلجيكيين تقريباً من الحضر بنسبة 97% في عام 2004. وتبلغ الكثافة السكانية في بلجيكا هو 365 لكل كيلومتر مربع (952 لكل ميل مربع) اعتباراً من مارس 2013. المنطقة الأكثر كثافة مأهولة هي فلاندرز. وآردن لديها أدنى كثافة. اعتباراً من عام 2012، وكان الإقليم الفلمنكي يبلغ عدد سكانها 6350765، مع أنتويرب (502604)، غنت (248242) وبروج (117170)، مدنها من حيث عدد السكان. كان والونيا 3546329 مع شارلروا (203871)، لياج (195576) ونامور (110096)، مدنها من حيث عدد السكان. بروكسل فيه 1138854 نسمة في منطقة العاصمة في 19 بلدية، ثلاثة منها لديها أكثر من 100،000 نسمة.
اعتباراً من عام 2007، كان ما يقرب من 92% من السكان الجنسية البلجيكية،  وحساب المواطنين الآخرين الأعضاء في الاتحاد الأوروبي لحوالي 6%. كانت الرعايا الأجانب انتشارا الإيطالية (171918)، الفرنسية (125061)، والهولندية (116970)، المغرب (80579)، والبرتغالية (43509)، والإسبانية (42765) والتركية (39419) والألمانية (37621). وفي عام 2007، كان هناك 1.38 مليون السكان المولودين في الخارج في بلجيكا، الموافق 12.9% من مجموع السكان. من هذه، 685،000 (6.4%) قد ولدوا خارج الاتحاد الأوروبي و695،000 (6.5%) قد ولدوا في دولة أخرى عضو في الاتحاد الأوروبي.
في بداية 2012، وقدرت الناس ذوي الأصول الأجنبية وذريتهم قد شكلت حوالي 25% من مجموع السكان أي 2.8 مليون البلجيكيين الجديدة. من هذه البلجيكيين الجديدة، 1،200،000 هي من أصول أوروبية و1،350،000 هي من البلدان غير الغربية (معظمهم من المغرب وتركيا، والجزائر، وجمهورية الكونغو الديمقراطية). منذ تعديل قانون الجنسية البلجيكية في عام 1984 اكتسبت أكثر من 1.3 مليون مهاجر على الجنسية البلجيكية. أكبر مجموعة من المهاجرين وذريتهم في بلجيكا مشردين و عديمي الفاسدة من المغاربة، مع أكثر من 450,000 نسمة. الأتراك هي ثالث أكبر مجموعة، وثاني أكبر مجموعة عرقية مسلم، الذين يبلغ عددهم 220,000. وقد تم تجنيسهم 89.2% من السكان من أصل تركي، وكذلك 88.4% من الناس من أصول مغربية، 75.4 ٪ من الإيطاليين، 56.2% من الفرنسيين و47.8% من الشعب الهولندي.

### اللغة
يوجد في بلجيكا ثلاث لغات رسمية، والتي هي (بالترتيب من حجم السكان الناطقين الأصليين بلجيكا) الهولندية والفرنسية والألمانية. ويتحدث عدد من لغات الأقليات غير الرسمية أيضاً. كما لا يوجد تعداد، لا توجد بيانات إحصائية رسمية بشأن توزيع أو استخدام اللغات الرسمية في بلجيكا الثلاث أو لهجاتهم. ومع ذلك، ومعايير مختلفة، بما في ذلك اللغة (ق) من الآباء والأمهات، من التعليم، أو وضع اللغة الثانية من المولودين في الخارج، قد اقترح تقديم أرقام. ما يقدر ب 60% من السكان يتحدث الهولندية البلجيكية (غالباً ما يشار إلى الفلمنكية)، و40% من السكان يتحدث الفرنسية. (غالباً ما يشار البلجيكيين الناطقين بالفرنسية باسم الولونيين، على الرغم من أن الناطقين بالفرنسية في بروكسل ليست الولونيين).
مجموع المتحدثين الهولنديين 6230000، وتتركز في منطقة فلاندرز الشمالية، في حين تضم الناطقين بالفرنسية 3320000 في والونيا ويقدر ب 870،000 (أو 85%) في إقليم العاصمة بروكسل ثنائية اللغة رسمياً. والألمانية يتم التحدث الجماعة تتكون من 73،000 شخص في الجزء الشرقي من إقليم والون؛ حوالي 10،000 و60،000 الألمانية المواطنين البلجيكيين الناطقين باللغة الألمانية. ما يقرب من 23,000 أكثر المتكلمين الألمانية يعيشون في البلديات قرب الجماعة الرسمية.
باللغتين الفرنسية والبلجيكية الهولندية البلجيكية لديها اختلافات طفيفة في المفردات والفروق الدقيقة الدلالي من أصناف تحدث على التوالي في هولندا وفرنسا. لا يزال كثير من الناس يتكلمون لهجات من الفلمنكية الهولندية في بيئتهم المحلية. والون، وبمجرد أن اللغة الإقليمية الرئيسية في والونيا، والآن فقط فهم وتحدث في بعض الأحيان، ومعظمهم من كبار السن. اللهجات والونيا، جنباً إلى جنب مع تلك بيكار،  لا تستخدم في الحياة العامة، وحلت محلها الفرنسية.

### الديانة

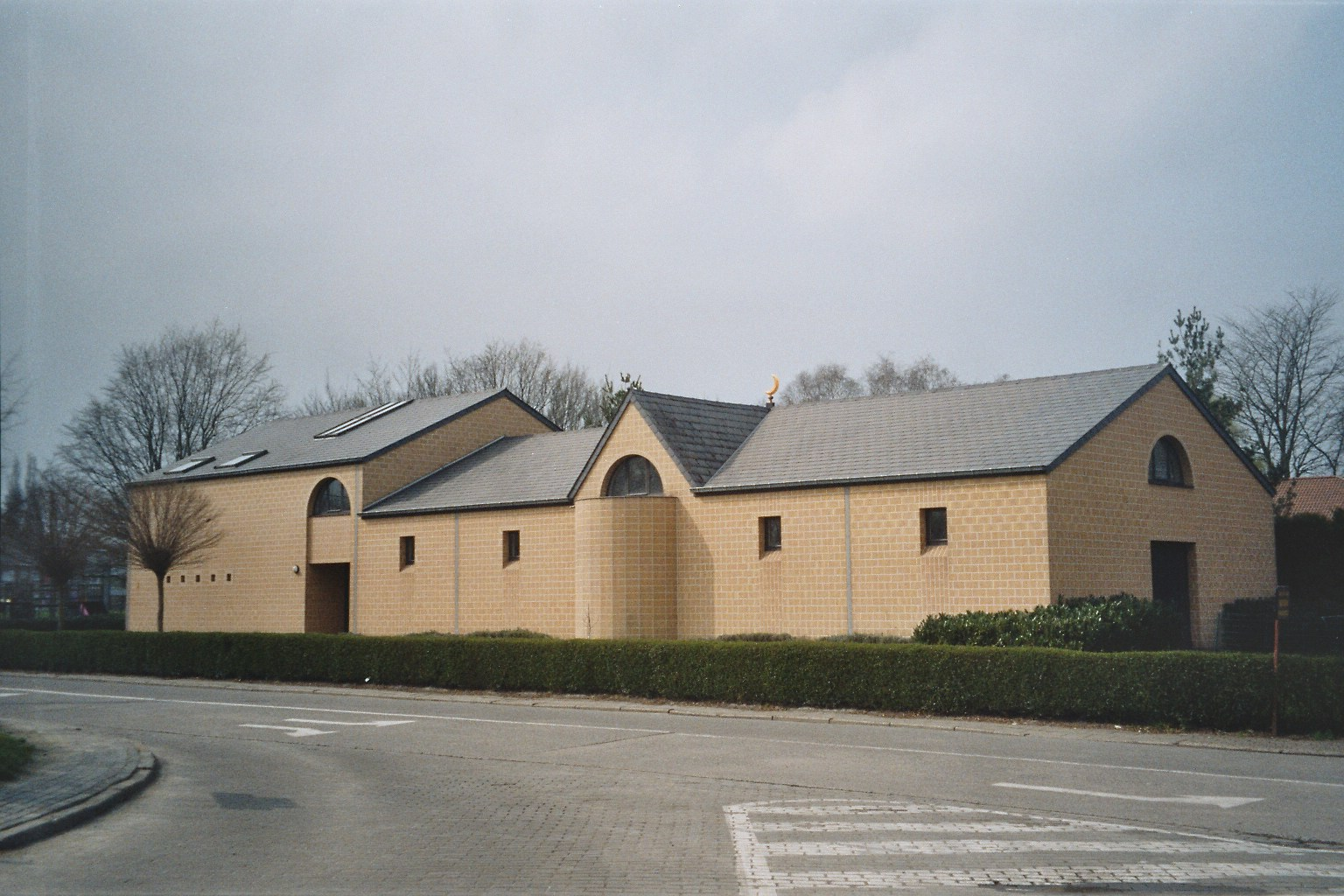
مسجد في لابيك.

منذ استقلال البلاد، كان للكاثوليكية الرومانية، التي تعارضت معها حركات الفكر الحر، دور مهم في سياسة بلجيكا. لكن بلجيكا بلد علماني إلى حد كبير، حيث ينص الدستور العلماني على حرية الدين، وتحترم الحكومة عمومًا هذا الحق في الممارسة. خلال فترة حكم ألبرت الأول وبودوين، كانت الملكية تتمتع بسمعة كاثوليكية عميقة الجذور.
كانت الكاثوليكية الرومانية تقليديا ديانة الأغلبية في بلجيكا. وهي قوية خصوصًا في فلاندرز. ومع ذلك، بحلول عام 2009 كان حضور الكنيسة 5% لبلجيكا في المجموع؛ 3% في بروكسل،  و5.4% في فلاندرز. كان حضور الكنيسة في عام 2009 في بلجيكا ما يقرب من نصف حضور الكنيسة الأحد في عام 1998 (11% لمجموع بلجيكا في عام 1998). على الرغم من انخفاض الحضور في الكنيسة، إلا أن الهوية الكاثوليكية تظل جزءًا مهمًا من ثقافة بلجيكا.
وفقًا لمقياس يوروباميتر 2010، أجاب 37% من المواطنين البلجيكيين أنهم يعتقدون أن هناك إلهًا. أجاب 31% أنهم يعتقدون أن هناك نوعًا من الروح أو قوة الحياة. أجاب 27% أنهم لا يعتقدون أن هناك أي نوع من الروح، أو الله، أو قوة الحياة، ولم يجب 5%. ووفقًا لمقياس يوروباميتر لعام 2015، فإن 60.7% من إجمالي سكان بلجيكا يعتنقون المسيحية، وكانت الكاثوليكية الرومانية هي أكبر طائفة بنسبة 52.9٪. كان البروتستانت يمثلون 2.1٪ وكان المسيحيون الأرثوذكس يمثلون 1.6٪ من المجموع. شكل الأشخاص غير المتدينين 32.0٪ من السكان وكانوا مقسمين بين الملحدين (14.9%) واللاأدريين (17.1٪). و5.2% من السكان مسلمين و2.1% كانوا مؤمنين بديانات أخرى. وجد استطلاع يوروباميتر السابق له الذي أجري في عام 2012 أن المسيحية كانت تمثل 65% من البلجيكيين حينها.
رمزياً ومادياً، لا تزال الكنيسة الكاثوليكية الرومانية في وضع إيجابي. تعترف بلجيكا رسمياً بثلاث ديانات: المسيحية (الكاثوليكية، البروتستانتية، الكنائس الأرثوذكسية والأنجليكانية)، الإسلام واليهودية.
وجد تقدير في سنة 2008 أن حوالي 6 ٪ من السكان البلجيكيين (628،751 شخص) هم من المسلمين. يشكل المسلمون 23.6% من سكان بروكسل، و4.9% من والونيا و5.1% من فلاندرز. يعيش غالبية المسلمين البلجيكيين في المدن الكبرى، مثل أنتويرب وبروكسل وتشارليروي. أكبر مجموعة من المهاجرين في بلجيكا هم من المغاربة، بحوالي 400000 شخص. الأتراك هم ثالث أكبر مجموعة، وثاني أكبر مجموعة عرقية مسلمة، يبلغ عددهم 220،000. ووفقا لتقدير جامعة كاثوليكية سنة 2015، كانت النسبة 7%، مع عدم وجود تغير ملحوظ للطوائف الدينية الأخرى. ووفقا لمركز بيو سنة 2016، بلغت نسبة المسلمين في بلجيكا نحو 7,6% من السكان، 

### الرعاية الصحية
من المعروف أن البلجيكيين يتمتعون بصحة جيدة. وفقا لتقديرات عام 2012، ومتوسط العمر المتوقع هو 79.65 عاما. ومنذ عام 1960، والعمر المتوقع لديه، وذلك تمشياً مع المتوسط الأوروبي، ونمت لمدة شهرين في السنة. الموت في بلجيكا ويرجع ذلك أساساً إلى اضطرابات القلب والأوعية الدموية، والأورام، واضطرابات في الجهاز التنفسي وأسباب غير طبيعية للوفاة (الحوادث، والانتحار). الأسباب غير الطبيعية من الموت والسرطان هي الأسباب الأكثر شيوعاً للوفاة بين الإناث حتى سن 24 والذكور حتى سن 44.
ويتم تمويل الرعاية الصحية في بلجيكا من خلال اشتراكات الضمان الاجتماعي والضرائب على حد سواء. التأمين الصحي إلزامي. يتم تسليم الرعاية الصحية من خلال نظام معظمها خاصة من الأطباء الممارسين المستقلين والمستشفيات. معظم الوقت ويدفع كل الخدمات المقدمة مباشرة من قبل المريض وتسدد في وقت لاحق من قبل شركات التأمين الصحي. يشرف نظام الرعاية الصحية البلجيكية وبتمويل من الحكومة الاتحادية والمجموعات الثلاث والأقاليم الثلاثة، أي ست وزارات متميزة (اندمجت الجماعة الفلمنكية والمنطقة).

## التاريخ

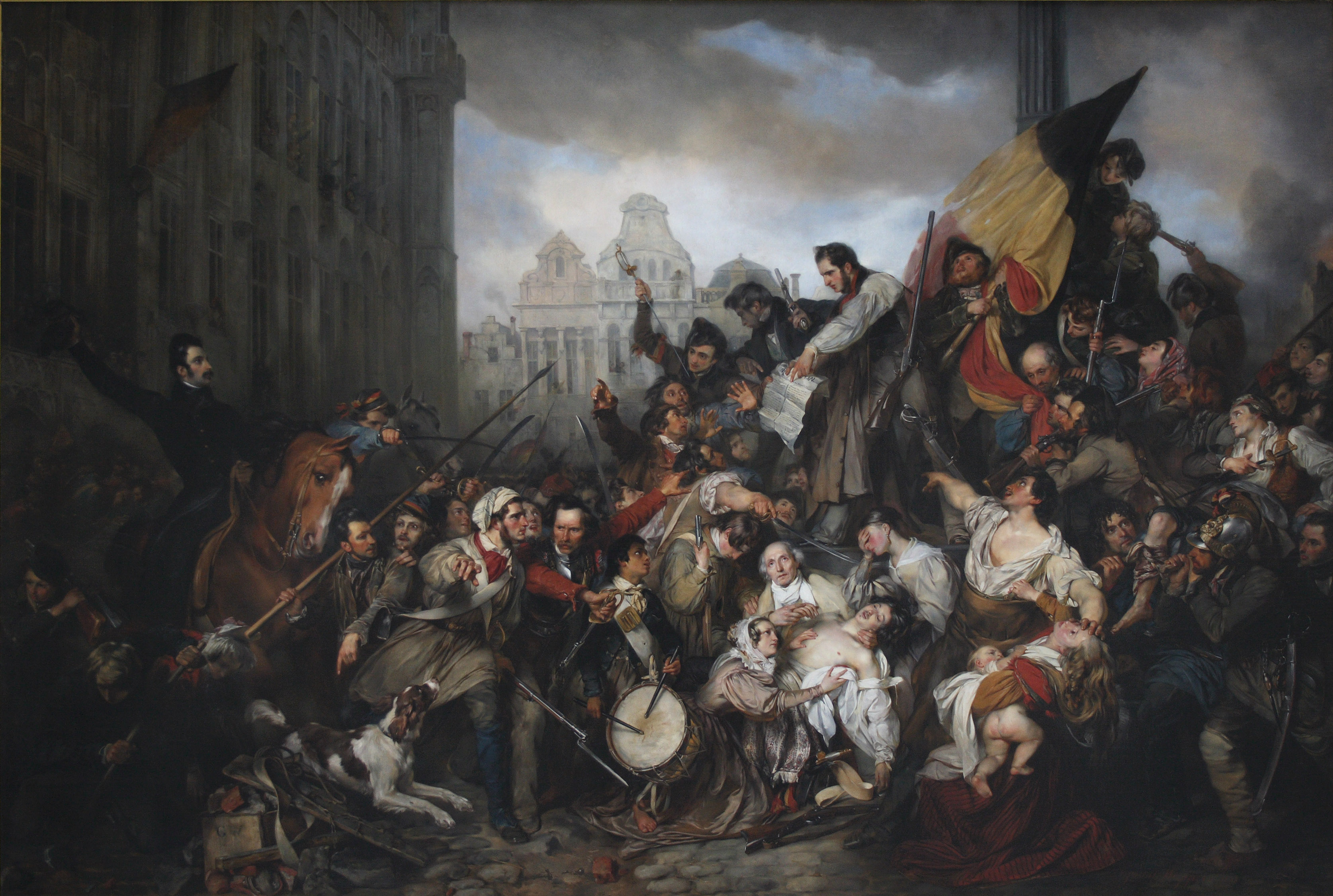
الحلقة الثورة البلجيكية عام 1830، ايجيد تشارلز غوستاف Wappers (1834)، في متحف الفن في Ancien، بروكسل

وكانت الأحزاب السياسية الرئيسية في القرن 19 للحزب الكاثوليكي والحزب الليبرالي، مع حزب العمل البلجيكي الناشئة في أواخر القرن 19. كان في الأصل الفرنسية اللغة الرسمية واحدة التي اعتمدتها طبقة النبلاء والبرجوازية. أنها فقدت تدريجيا أهميتها الشاملة كما أصبحت الهولندية المعترف بها كذلك. أصبح هذا الاعتراف الرسمي في عام 1898 وعام 1967 نسخة من الدستور الهولندي قُبل من الناحية القانونية.
تنازلت مؤتمر برلين عام 1885 سيطرة الدولة الحرة الكونغو إلى الملك ليوبولد الثاني كما حوزته الخاص. من حوالي عام 1900 كان هناك قلق متزايد الدولية لمعاملة وحشية المدقع والسكان الكونغوليين تحت ليوبولد الثاني، والذين كان الكونغو في المقام الأول مصدراً للإيرادات من إنتاج العاج والمطاط. في عام 1908 قاد هذا الاحتجاج الدولة البلجيكية على تحمل المسؤولية لحكومة مستعمرة، ودعا من الآن فصاعداً الكونغو البلجيكية.
غزت ألمانيا بلجيكا في عام 1914 كجزء من خطة لمهاجمة شليفن فرنسا والكثير من القتال الجبهة الغربية من الحرب العالمية الأولى وقعت في الأجزاء الغربية من البلاد. كانت معروفة في الأشهر الأولي من الحرب والاغتصاب في بلجيكا بسبب تجاوزات الألمانية. استغرق بلجيكا على المستعمرات الألمانية Ruanda - أوروندي (العصر الحديث رواندا وبوروندي) خلال الحرب، وكانوا المكلفة بلجيكا في عام 1924 من قبل عصبة الأمم. في أعقاب الحرب العالمية الأولى، تم ضم المناطق البروسية من أوبين ومالميدي من بلجيكا في عام 1925، مما تسبب وجود أقلية الناطقة بالألمانية.
وقد غزت البلاد مرة أخرى من ألمانيا في عام 1940 واحتلت حتى تحريرها من قبل الحلفاء في عام 1944، وبعد الحرب العالمية الثانية، اضطرت إلى إضراب عام الملك ليوبولد الثالث، الذين شاهدوا العديد من التعاون مع ألمانيا خلال الحرب، على التنازل عن العرش في عام 1951. ارتفع الكونغو البلجيكية الاستقلال في عام 1960 خلال أزمة الكونغو؛ يتبع رواندا - أوروندي مع استقلالها بعد ذلك بعامين. انضم حلف شمال الأطلسي بلجيكا كعضو مؤسس وشكلت مجموعة البنلوكس من الدول مع هولندا ولوكسمبورغ.
أصبحت بلجيكا واحدة من الدول الست المؤسسة للاتحاد الفحم والصلب الجماعة الأوروبية في عام 1951 ومن الجماعة الأوروبية للطاقة الذرية والجماعة الاقتصادية الأوروبية، التي أنشئت في عام 1957. هذا الأخير هو الآن الاتحاد الأوروبي، والتي تستضيف بلجيكا الإدارات والمؤسسات الكبرى، بما في ذلك المفوضية الأوروبية ومجلس الاتحاد الأوروبي ودورات استثنائية وجنة من البرلمان الأوروبي.

## السياسة والحكومة

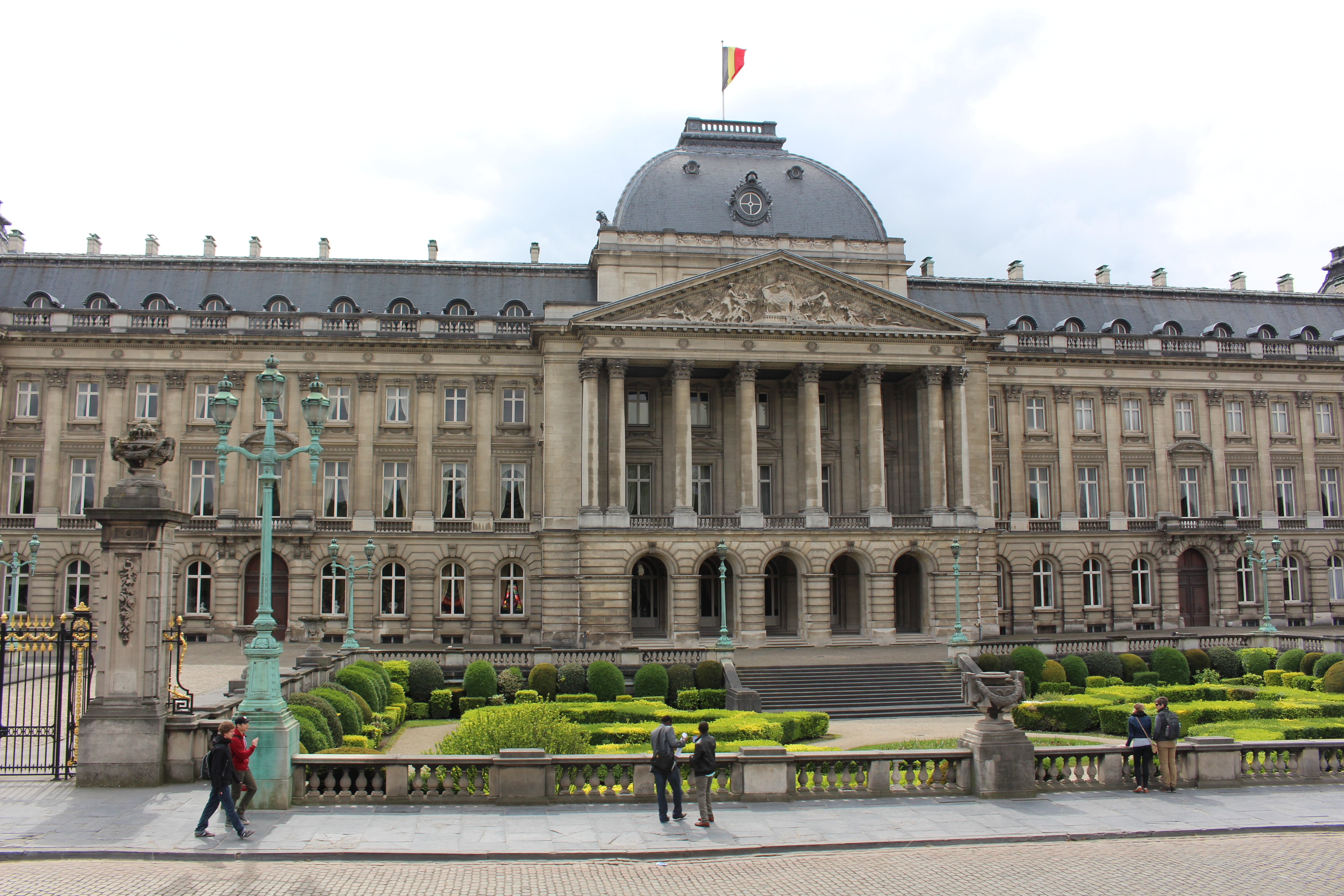
القصور الملكية في بروكسل

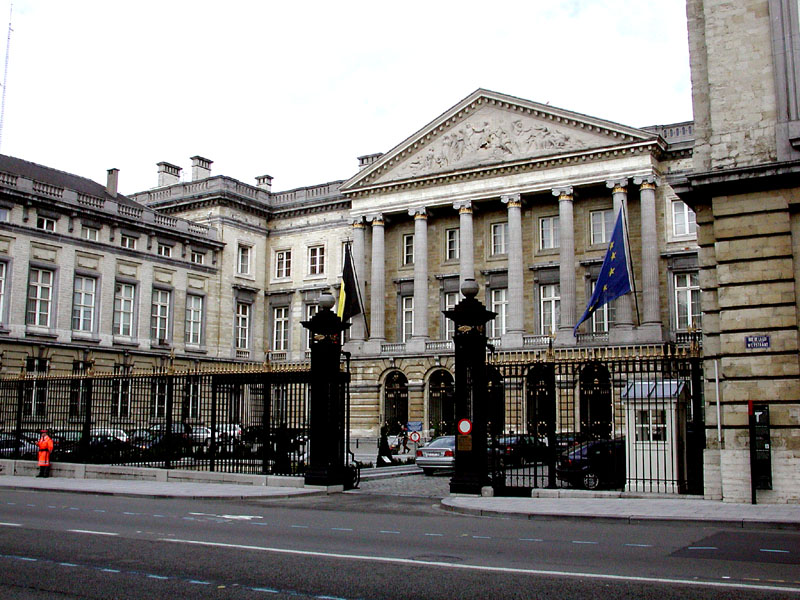
في البرلمان الاتحادي البلجيكي في بروكسل

بلجيكا هي، ملكية دستورية وشعبية ديمقراطية برلمانية فيدرالية، ويتكون برلمان بلجيكا الفدرالي من مجلسين الاتحادية من مجلس الشيوخ البلجيكي ومجلس نواب بلجيكا. يتألف الأول من 50 عضوًا في مجلس الشيوخ تُعينهم برلمانات المجتمعات والمناطق، و10 أعضاء مُختارين و21 ممثلين يعينهم 3 البرلمانات الجماعة، قبل عام 2014، كان معظم أعضاء مجلس الشيوخ يُنتخبون انتخابًا مباشرًا. أما أعضاء المجلس، البالغ عددهم 150 عضوًا، فيُنتخبون بنظام التصويت النسبي من 11 دائرة انتخابية. تُطبق بلجيكا نظام التصويت الإلزامي، وبالتالي تُحافظ على أحد أعلى معدلات إقبال الناخبين في العالم.
الملك (فيليب حاليا) هو رئيس الدولة، ولكن مع صلاحيات محدودة. وهو الذي يعين الوزراء، بمن فيهم رئيس الوزراء، التي لديها ثقة مجلس النواب لتشكيل الحكومة الاتحادية. ويتكون مجلس الوزراء من عدد لا يتجاوز خمسة عشر عضوا. مع استثناء محتمل لرئيس الوزراء، ويتكون مجلس الوزراء من عدد متساو من الأعضاء الناطقين بالهولندية وأعضاء الناطقة بالفرنسية. ويستند النظام القضائي إلى القانون المدني، وتنبع من قانون نابليون. محكمة النقض هي محكمة الملاذ الأخير، أمام محكمة الاستئناف مستوى واحد أدناه.

### السياسة الخارجية
اتبعت بلجيكا دوماً سياسة موالية للغرب. لها مع كل من فرنسا، هولندا وألمانيا علاقات خاصة، بسبب التنوع الثقافي في البلاد المرتبط بهؤلاء الدول. كانت المملكة عضواً مؤسساً وطرفاً مهماً في حلف شمال الأطلسي (الناتو) عام 1949، الاتحاد الأوروبي عام 1993 وأخيراً في الوحدة النقدية الأوروبية التي دخلت حيز التنفيذ بداية عام 2002. كما يقع مقر حلف شمال الأطلسي (الناتو)، اللجنة الأوروبية للأقاليم، مجلس الاتحاد الأوروبي (مجلس الوزراء)، اللجنة الاجتماعية والاقتصادية الأوروبية، البرلمان الأوروبي واتحاد البنلوكس في العاصمة البلجيكية بروكسل.
كما كان لها دور استعماري كباقي دول أوروبا في أفريقيا خصوصا في الكونغو حيث أسهموا في تقسيم البلاد وإعدام الزعيم الوطني باتريس لومومبا.

### التقسيمات الإدارية
بلجيكا مُقسمة بين الجاليات الثلاث الفلامينيون، الوالينيون والناطقين بالألمانية إلى ثلاث أقاليم: فلاندرز، والونيا وإقليم بروكسل العاصمة.
- أهم المدن

العاصمة بروكسل هي أكبر المدن (959,318)،تليها أنتويرب (445,570)، جنت (224,685) ،شارلوروا (200,233) ولييج (184,550).
- الأقاليم الإدارية

بلجيكا مقسمة بين ثلاث مجتمعات  لغوية وثلاث مناطق إدارية على النحو التالي:-
| المجتمع الفلامندي (الناطقة بالهولندية) | المجتمع الفرنسي (الناطقة بالفرنسية) | المجتمع الجيرماني (الناطقة بالألمانية) |
| المنطقة الفلامندي                      | المنطقة الوالوني                    | منطقة بروكسل العاصمة                   |

## القوات المسلحة
تملك القوات المسلحة البلجيكية قرابة 23200 جندي نشط في عام 2023، بما في ذلك 8500 في المكون البري، و1400 في المكون البحري، و4900 في المكون الجوي، و1450 في المكون الطبي، و6950 في الخدمة المشتركة، بالإضافة إلى 5900 فرد احتياطي. في عام 2019، بلغ إجمالي ميزانية الدفاع البلجيكية 4.303 مليار يورو (4.921 مليار دولار) وهو ما يمثل 0.93٪ من ناتجها المحلي الإجمالي. وتنظم في هيكل واحد موحد والذي يتألف من أربعة مكونات رئيسية هي: القوات البرية، أو الجيش؛ والقوات الجوية، أو سلاح الجو؛ المكونات البحرية أو البحرية؛ المكونات الطبية. الأوامر التنفيذية من العناصر الأربعة هي تابعة لوزارة الأركان للعمليات والتدريب في وزارة الدفاع التي يرأسها مساعد رئيس العمليات والتدريب للموظفين، وإلى رئيس هيئة الدفاع.
آثار الحرب العالمية الثانية جعلت الأمن الجماعي أولوية للسياسة الخارجية البلجيكية. في مارس 1948 وقعت بلجيكا معاهدة بروكسل، ثم انضمت إلى حلف الناتو في عام 1948. ومع دمج القوات المسلحة في حلف شمال الأطلسي لم تبدأ إلا بعد الحرب الكورية. والبلجيكيين، جنبا إلى جنب مع الحكومة لوكسمبورغ، أرسلت مفرزة من قوة كتيبة للقتال في كوريا المعروفة باسم قيادة الأمم المتحدة البلجيكي. وكان هذا أول مهمة في سلسلة طويلة من بعثات الأمم المتحدة التي دعمت البلجيكيين.

## الاقتصاد

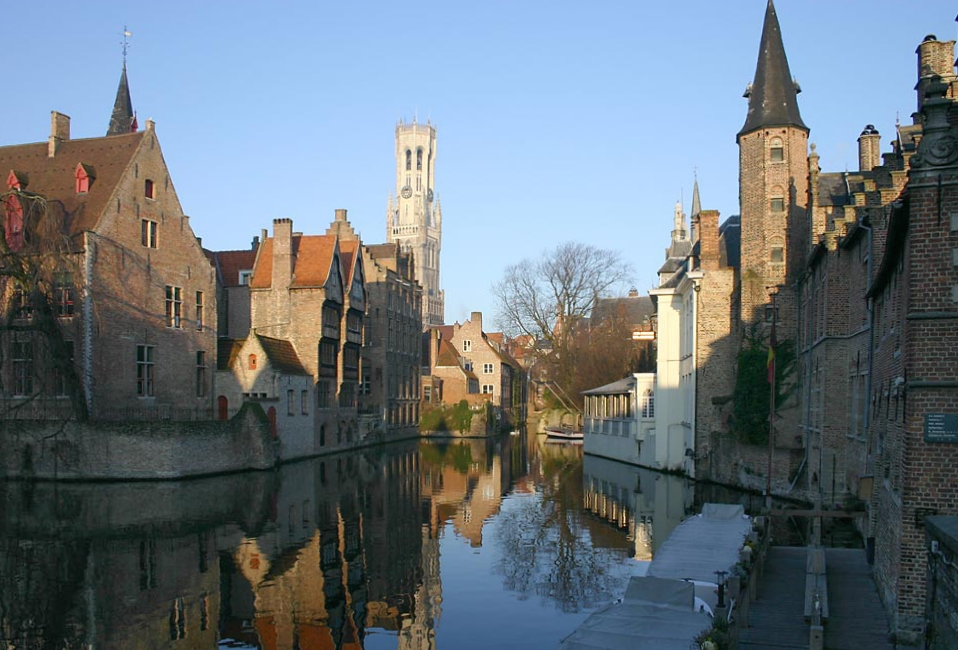
بروج، اليونسكو مواقع التراث العالمي.

تمت رسملة والاقتصاد مؤسسة حديثة خاصة من بلجيكا على موقعها الجغرافي المركزي، شبكة نقل متطورة، وقاعدة صناعية وتجارية متنوعة. أول دولة تخضع ثورة الصناعية في قارة أوروبا في أوائل القرن 19th، وضعت بلجيكا بنية تحتية ممتازة من وسائل النقل والموانئ، والقنوات والسكك الحديدية، والطرق السريعة لدمج الصناعة مع أن جيرانها. يتركز الصناعة أساساً في فلاندرز اكتظاظا بالسكان في الشمال، وحول بروكسل في أكبر مدينتين والون، لييج وشارلروا، على طول ثلم الصناعية. بلجيكا تستورد المواد الخام والسلع نصف المصنعة التي يتم مواصلة تجهيزها وإعادة تصديرها. باستثناء الفحم، والتي لم يعد اقتصادا للاستغلال وبلجيكا لديها القليل من الموارد الطبيعية الأخرى من التربة الخصبة. ومع ذلك، يتم تمثيل معظم القطاعات الصناعية التقليدية في الاقتصاد، بما في ذلك الصلب والمنسوجات وتكرير والكيماويات، وتجهيز الأغذية، والمستحضرات الصيدلانية، والسيارات، والالكترونيات، والآلات تلفيق. على الرغم من المكون الصناعي الثقيل، تشكل الخدمات 74.9٪ من الناتج المحلي الإجمالي، في حين تمثل الزراعة 1٪ فقط من الناتج المحلي الإجمالي.
مع صادرات أي ما يعادل أكثر من ثلثي من الناتج القومي الإجمالي، بلجيكا يعتمد كثيرًا على التجارة العالمية. وتستمد مزايا تجارية بلجيكا من موقعها الجغرافي المركزي وقوة عمل ماهرة للغاية، متعددة اللغات، ومنتجة. واحدة من الأعضاء المؤسسين للجماعة الأوروبية، بلجيكا تدعم بقوة تعميق صلاحيات الوقت الحاضر الاتحاد الأوروبي لدمج الاقتصاديات الأوروبية أبعد من ذلك. حوالي ثلاثة أرباع تجارتها هي مع بلدان الاتحاد الأوروبي الأخرى. جنبا إلى جنب مع هولندا ولوكسمبورغ وبلجيكا هي أيضا واحدة من الدول الأعضاء البنلوكس.
الدين العام في بلجيكا حوالي 105٪ من الناتج المحلي الإجمالي. نجحت الحكومة في موازنة ميزانيتها خلال الفترة 2000-2008، وتوزيع الدخل يساوي نسبيا. بدأت بلجيكا تعميم عملة اليورو في يناير 2002. النمو الاقتصادي والاستثمار الأجنبي المباشر انخفض في 2008. وفي عام 2009 عانت بلجيكا النمو السلبي وزيادة البطالة، والناجمة عن الأزمة المصرفية في جميع أنحاء العالم.
حلّت بلجيكا في المرتبة 23 في مؤشر الابتكار العالمي عام 2023، وتراجعت للمركز 24 في مؤشر عام 2024.

## النقل والمواصلات

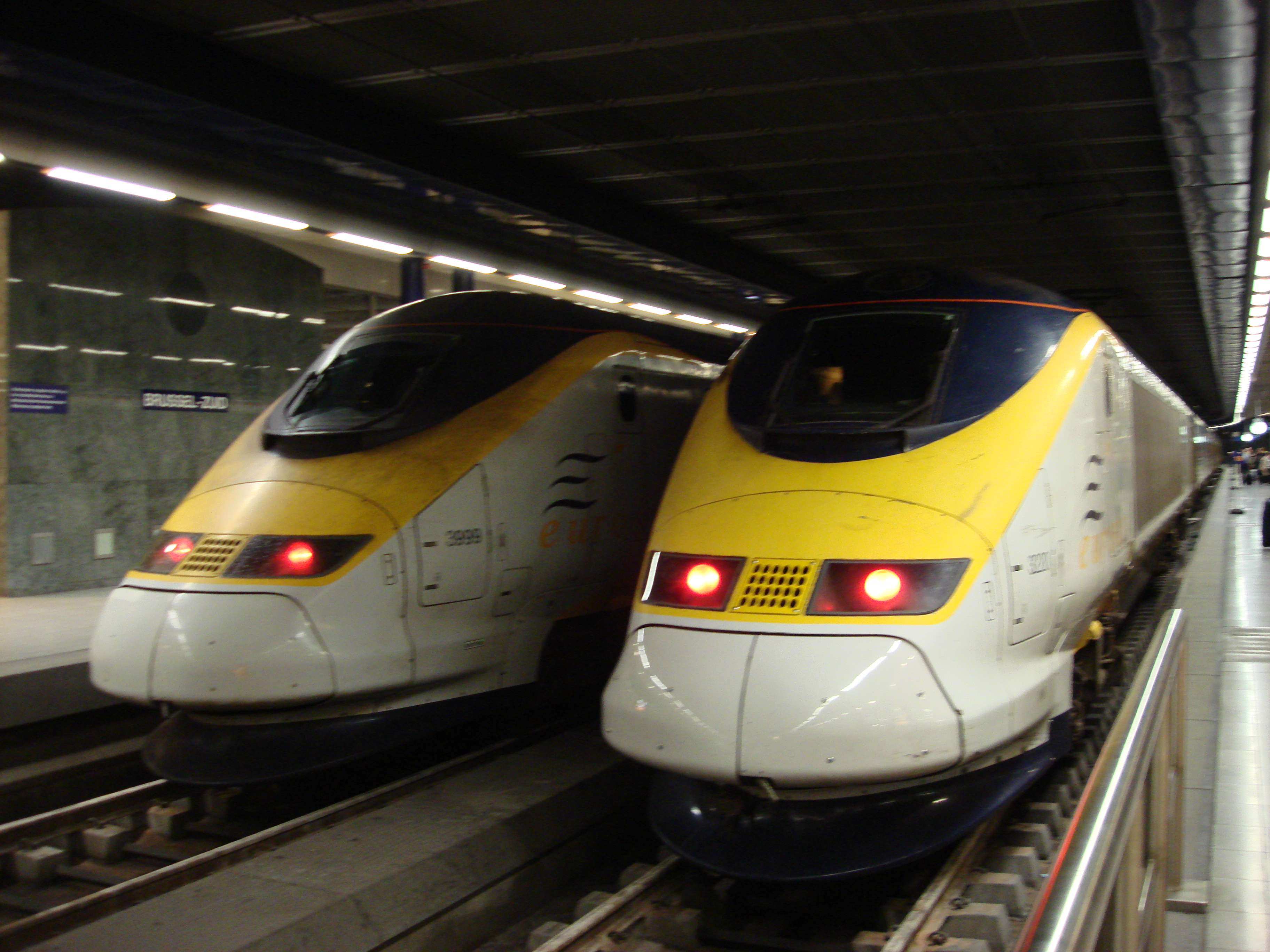
يورو ستار في محطة بروكسل ميدي زويد-بروكسل.

ومما يسهل النقل في بلجيكا مع شبكات الطرق، والهواء، والسكك الحديدية والمياه متطورة. شبكة السكك الحديدية لديها 2،950 كم (1،830 ميل) من المسارات المكهربة. هناك 118414 كم (73579 ميل) من الطرق، من بينها أن هناك 1،747 كم (1،086 ميل) من الطرق السريعة، 13892 كم (8،632 ميل) من الطرق الرئيسية و102775 كم (63861 ميل) من الطرق المعبدة الأخرى. وهناك أيضا شبكة السكك الحديدية في المناطق الحضرية متطورة في بروكسل، أنتويرب وشارلروا. موانئ أنتويرب وبروج-زيبروغ وهما من أكبر الموانئ البحرية في أوروبا. هو مطار بروكسل أكبر مطار في بلجيكا.

### القطارات
تملك بلجيكا شبكة طرق بطول اجمالي يبلغ 145,850 كم، سكك حديدية بطول 3,437 كم وطرق ملاحية بطول 2,043 كم (إحصاءات عام 1998). مطار بروكسل الدولي هو الأكبر في البلاد. خدمة السكك والقطارات تُدار بشكل رئيسي من شركة القطارات البلجيكية (NMBS/SNCB).

### الترانزيت
بلجيكا هي دولة ترانزيت مهمة بين وسط وغرب أوروبا.

### الموانئ
أهم مؤانئ البلاد هو أنتويرب، الذي يُعد أحد أهم موانئ العالم.

## السياحة
هي واحدة من الصناعات في بلجيكا، وإمكانية الحصول عليها من أماكن أخرى في أوروبا لا يزال يجعل منها وجهة سياحية شعبية. صناعة السياحة يولد 2.8 ٪ من الناتج المحلي الإجمالي في بلجيكا ويعمل 3.3 ٪ من السكان العاملين (142،000 نسمة). سافر 6.7 مليون شخص إلى بلجيكا في عام 2005. ثلثا منهم يأتون من دول مجاورة أكبر. - فرنسا وهولندا والمملكة المتحدة وألمانيا.
مثل العديد من المؤسسات الوطنية في بلجيكا، وامتد الوكالات السياحية الوطنية على أسس إقليمية مع وكالات سياحية اثنين. هم البلجيكية بروكسل ومكتب السياحة و Belgian Tourist Office Brussels & Wallonia والونيا وبروكسل العاصمة، منطقة، و Toerisme Vlaanderen تغطي فلاندرز، على الرغم من أنها تغطي أيضا بروكسل أيضا.
في عام 1993، كان يعمل 2 ٪ من مجموع القوى العاملة في مجال السياحة، وأقل مما كانت عليه في العديد من البلدان المجاورة. يقع جزء كبير من صناعة السياحة سواء على الساحل أو وضعت كثيرًا في آردن. بروكسل والمدن الفلمنكية من بروج، وغنت، أنتويرب، لوفن وميشيلين، والمدن الفلمنكية الفن وتجذب الكثير من السياح الثقافية.
بلجيكا في المرتبة 21 عن عام 2007 مؤشر سفر والقدرة التنافسية للسياحة في المنتدى الاقتصادي العالمي، وأقل من كل الدول المجاورة. على الرغم من أن البلد أحرز للغاية " الموارد الطبيعية والثقافية"، كانت في المرتبة فقط 114 في العالم على حد سواء 'السعر القدرة التنافسية "و" توافر اليد العاملة المؤهلة ". وفي السنوات الأخيرة، بقي عدد السياح الدوليين مستقرة نسبيا، ولكن زاد الدخل ل أنها تولد 9863000000 دولار أمريكي في عام 2005.

## الثقافة
على الرغم من الانقسامات السياسية واللغوية لها، والمنطقة المقابلة لبلجيكا اليوم شهدت ازدهار الحركات الفنية الكبرى التي كان لها تأثير هائل على الفن والثقافة الأوروبية. في الوقت الحاضر، إلى حد ما، وتتركز الحياة الثقافية داخل كل مجتمع اللغة، وجعلت مجموعة متنوعة من الحواجز المجال الثقافي المشترك أقل وضوحا. ومنذ عام 1970، لا توجد جامعات أو كليات بلغتين في البلاد باستثناء الأكاديمية الملكية العسكرية وأكاديمية أنتويرب البحري، لا وسائل الإعلام المشتركة وليس مؤسسة ثقافية أو علمية كبيرة واحدة يمثل فيها كل من الطوائف الرئيسية.

### المطابخ

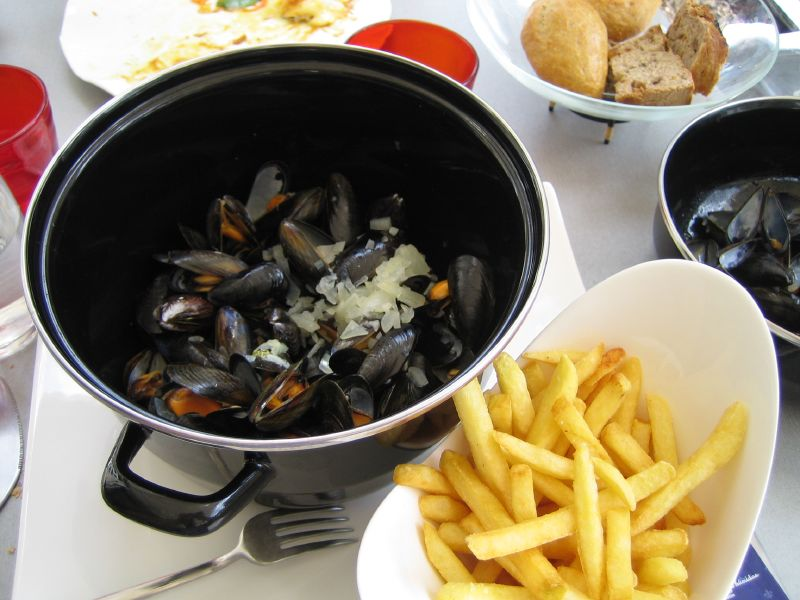
بلح البحر وبطاطا مقلية

العديد من المطاعم البلجيكية المرتبة العالية يمكن العثور عليها في أدلة المطعم الأكثر نفوذا، مثل دليل ميشلان. بلجيكا تشتهر البيرة، والشوكولاته، والفطائر المقلية مع المايونيز. خلافا لاسمها، وادعى المقلية قد نشأت في بلجيكا، على الرغم من أن المكان الدقيق منشئهم غير مؤكد. الأطباق الوطنية «شريحة لحم وبطاطس مع سلطة»، و«بلح البحر مع البطاطا المقلية».
العلامات التجارية من الشوكولاته البلجيكية وحلوى اللوز، مثل كوت أو، نيوهاوس، ليونايدس وجوديفا مشهورة، وكذلك المنتجين المستقلين مثل دفن وديل ري في أنتويرب وماري في بروكسل. بلجيكا تنتج أكثر من 1100 نوعا من البيرة. مرارا تقييما البيرة راهب من دير Westvleteren أفضل بيرة في العالم. أكبر البيرة في العالم من حيث الحجم هو انهيزر بوش InBev، ومقرها في لوفين.

### الفولكلور

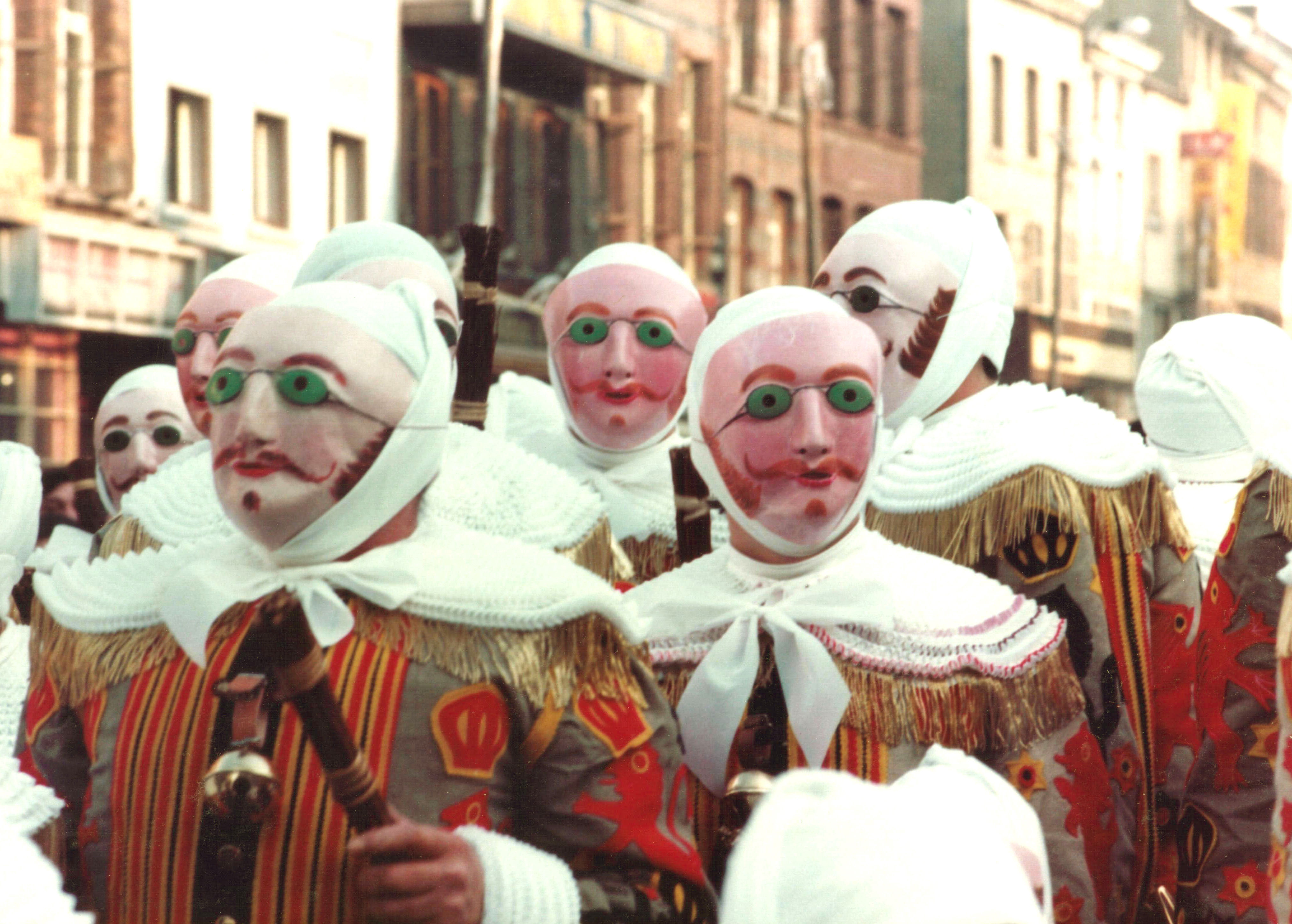
في جيل من Binche، في الملابس، وارتداء أقنعة الشمع

الفولكلور يلعب دوراً رئيسياً في الحياة الثقافية في بلجيكا: أن البلاد لديها عدد كبير نسبياً من المواكب، المواكب والاستعراضات وommegang في وducasses، , kermesse والمهرجانات المحلية الأخرى، دائما تقريبا مع الأصل الديني أو الخلفية الأسطورية. يتم التعرف على كرنفال Binche مع جيل الشهيرة و'الزفة العمالقة والتنانين' اته، بروكسل، ديندرموند، ميشيلين ومونس عن طريق اليونسكو روائع التراث الشفهي وغير المادي للبشرية.
أمثلة أخرى هي كرنفال من آلست؛ لا يزال المواكب الدينية جدا من الدم المقدس في بروج، فيرجعا جيسي كنيسة في هاسيلت وكنيسة سيدة Hanswijk في ميشيلين؛ 15 أغسطس المهرجان في لييج؛ والمهرجان والون في نامور. نشأت في عام 1832 وأحيت في 1960، أصبحت Gentse Feesten تقليد الحديثة. عطلة غير رسمية الرئيسي هو يوم القديس نيكولاس، احتفالية للأطفال وفي لييج، للطلاب.

### الفنون الجميلة

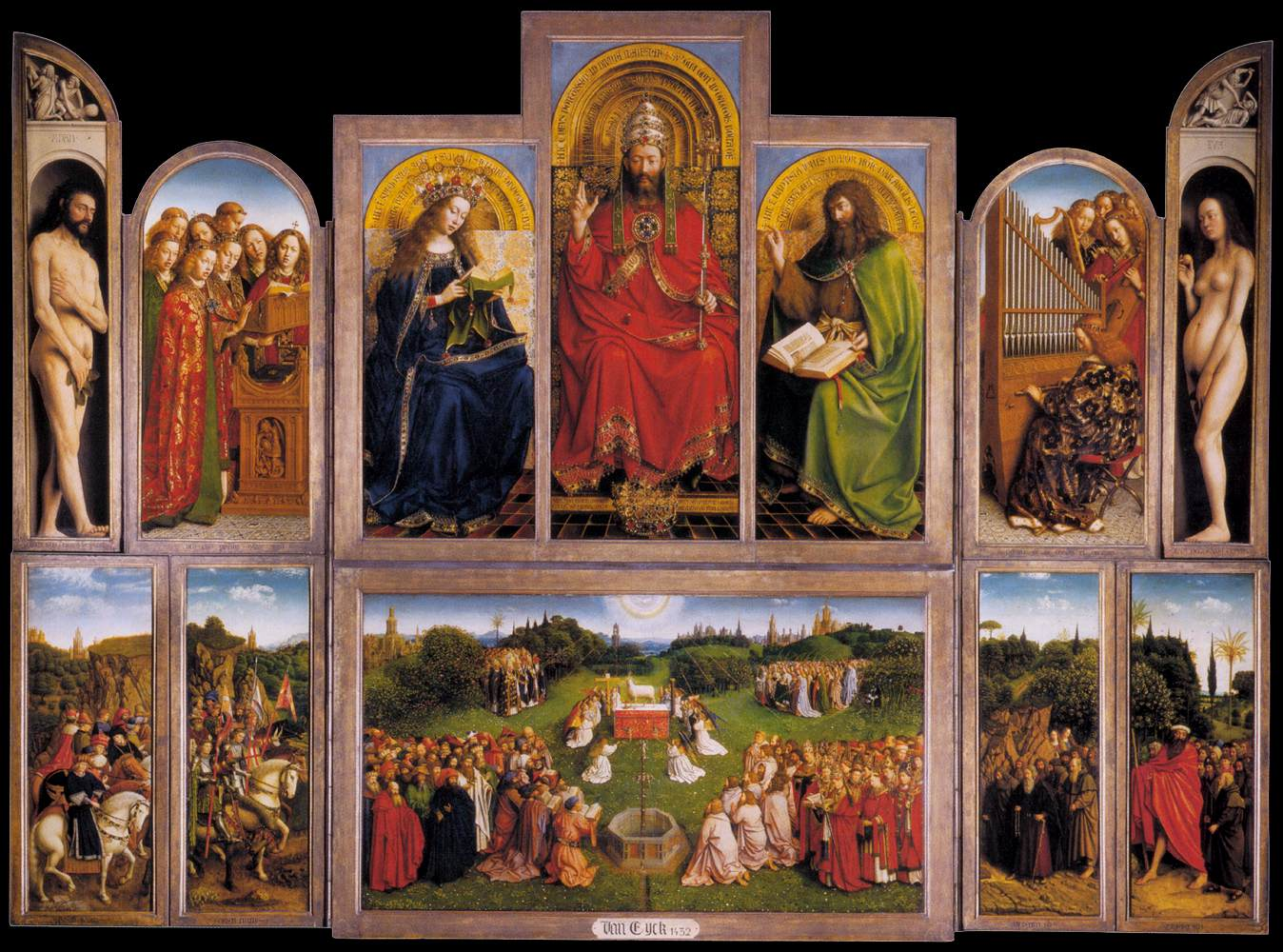
في غنت ألتربيس: العشق الصوفي من الخروف (عرض الداخلية)، ورسمت 1432 من قبل فان إيك

كانت المساهمات في الرسم والهندسة المعمارية الغنية على وجه الخصوص. فن مصان، وهولندية في وقت مبكر, عصر النهضة الفلمنكية واللوحة الباروك والأمثلة الرئيسية الرومانية والقوطية وعصر النهضة والباروك العمارة هي المعالم البارزة في تاريخ الفن. بينما الفن 15 القرن في البلدان المنخفضة والتي تهيمن عليها اللوحات الدينية لـجان فان إيك وروجير فان دير Weyden، ويتميز القرن 16 من قبل لجنة أوسع من الأساليب مثل لوحات المناظر الطبيعية بيتر بروغل وتمثيلها لامبرت لومبارد العتيقة. على الرغم من أن أسلوب الباروك بيتر بول روبنز وأنتوني فان دايك ازدهرت في أوائل القرن 17 في هولندا الجنوبية, تراجع تدريجيا بعد ذلك.
خلال القرنين 19 و20 ظهرت العديد من الرومانسية، والتعبيرية والسريالية الرسامين البلجيكي الأصلي، بما في ذلك جيمس انسور وغيرهم من الفنانين الذين ينتمون إلى مجموعة ليه XX، ثابت Permeke، بول رينيه ماغريت وDELVAUX. ظهرت حركة كوبرا الطليعية في 1950، في حين لا يزال النحات Panamarenko شخصية ملحوظا في الفن المعاصر. الفنان متعدد التخصصات يناير فابر والرسام لوك Tuymans هي شخصيات أخرى مشهورة دوليا على الساحة الفنية المعاصرة.
واصلت البلجيكية المساهمات في العمارة أيضا في القرنين 19 و20، بما في ذلك عمل فيكتور هورتا وهنري فان دي فيلدي، الذين كانوا المبادرين الرئيسيين لأسلوب الفن الحديث.

### الموسيقى

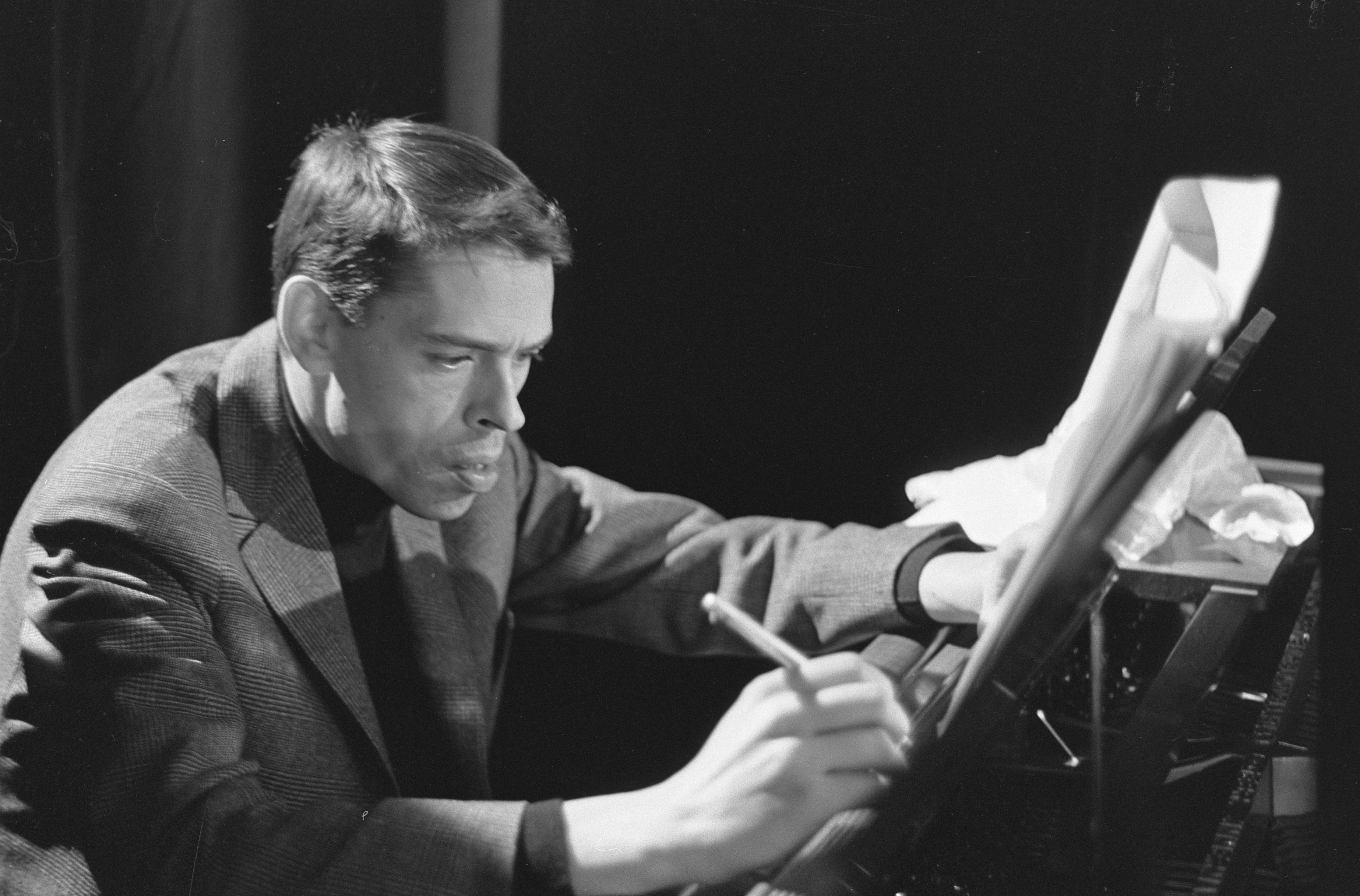
جاك بريل, 1963

الموسيقى الصوتية للمدرسة الفرنسية الفلمنكية وضعت في الجزء الجنوبي من البلدان المنخفضة وكانت مساهمة مهمة في ثقافة عصر النهضة. وفي 19 و20 قرون، كان هناك ظهور الكمان الرئيسية، مثل هنري Vieuxtemps، أوجين إيساييه وآرثر Grumiaux، في حين اخترع أدولف ساكس ساكسفون في عام 1846. ولد الملحن سيزار فرانك في لييج في عام 1822. الموسيقى المعاصرة في بلجيكا هي أيضا ذات سمعة. حققت الجاز الموسيقي تصافير Thielemans والمغني جاك بريل الشهرة العالمية. في موسيقى الروك / البوب، تلكس، الجبهة 242، اختيار K، وHooverphonic، زاب ماما، Soulwax والآلة معروفة جيدا. في المشهد المعادن الثقيلة، والعصابات مثل Machiavel، قناة صفر ومتوج لها في جميع أنحاء العالم مروحة قاعدة. أنتجت بلجيكا العديد من الكتاب المعروفين ومنهم الشاعر إميل فيرهارن والروائيين هندريك الضمير، جورج Simenon، سوزان Lilar، هوغو كلاوس، وأميلي Nothomb. فاز الشاعر والكاتب المسرحي موريس ماترلينكعلى جائزة نوبل في الأدب في عام 1911. مغامرات تان تان التي كتبها هيرجي هو أفضل المعروف من الكوميديا الفرنسية البلجيكية، ولكن العديد من المؤلفين الرئيسية الأخرى، بما في ذلك Peyo (سنفور)، أندريه فرانكوين (غاستون Lagaffe)، جلبت إدغار P. جاكوبس وويلي فاندرستين صناعة الكرتون الشريط البلجيكي شهرة في جميع أنحاء العالم.

### السينما
جلبت السينما البلجيكية عددا من الروايات الفلمنكية أساساً للحياة على الشاشة. تشمل المديرين البلجيكي أندريه DELVAUX أخرى، ستيجن Coninx ولوك وجان بيير داردين؛ تشمل الجهات الفاعلة المعروفة جان كلود فاندام، يناير Decleir وماري Gillain؛ وتشمل الأفلام الناجحة بولهيد، رجل عضات الكلاب والزهايمر القضية. في 1980، أنتجت أكاديمية رويال انتويرب للفنون الجميلة الموضة والأزياء الهامة، المعروفة باسم أنتويرب الستة.
أيضاً الفنانين المغني جاك بريل (Brel)، عازف الجاز توتس تيليمانس (Thielemans)، ممثل أفلام الأكشن جان كلود فان دام (Van Damme) والممثلة ياسمين شفيرس (Schwiers). البلجيكي أدولف ساكس (Sax) اخترع آلة الساكسوفون عام 1840.

## التعليم

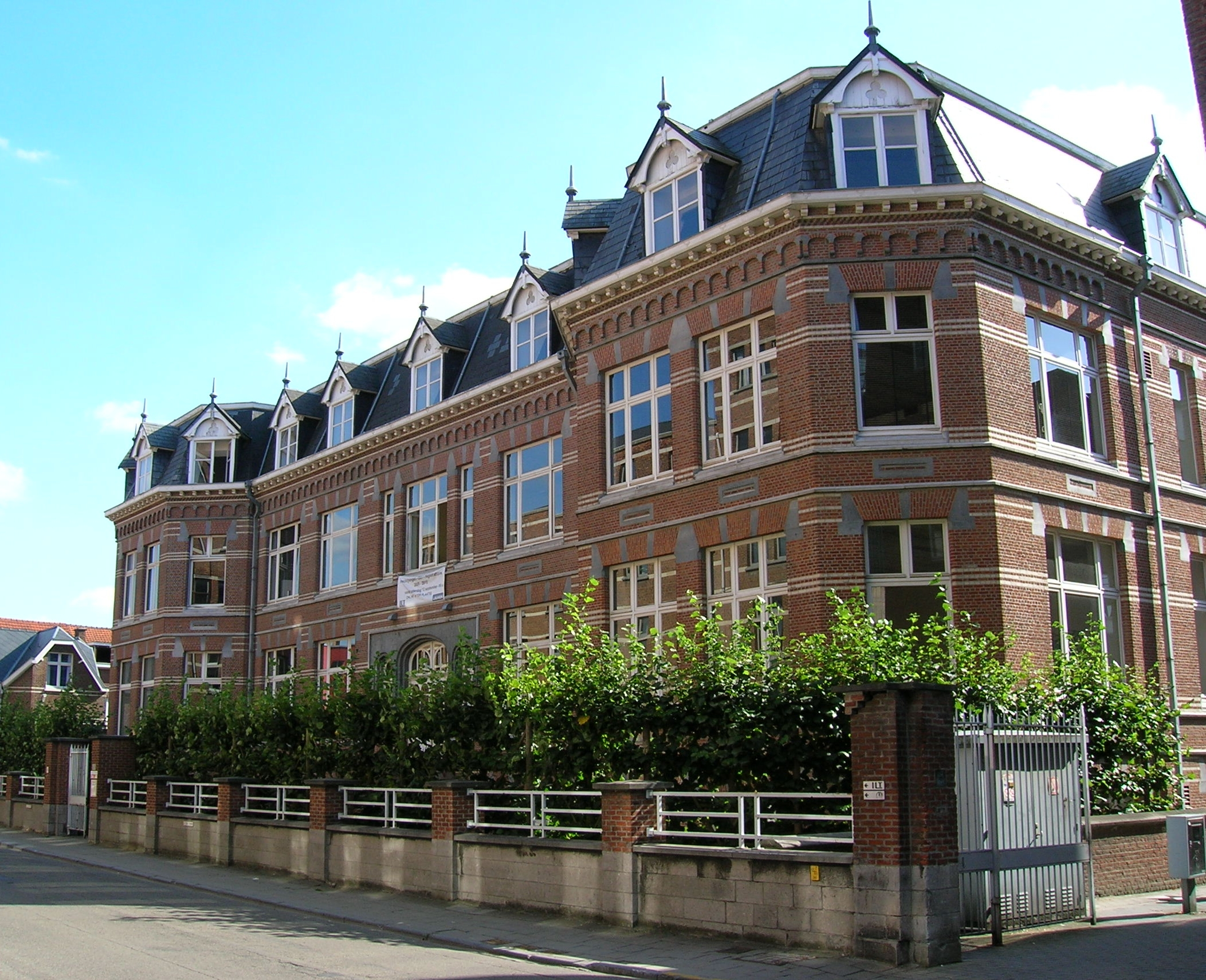
CLT لوفين 2

التعليم إلزامي 6-18 سنة من العمر البلجيكيين. من بين دول منظمة التعاون الاقتصادي في عام 2002، وكان أعلى نسبة بلجيكا الثالث من 18 - الذين تتراوح أعمارهم بين 21 عاما الملتحقين بالتعليم الجامعي، في 42 ٪. على الرغم من ما يقدر ب 99 ٪ من السكان البالغين ملمين بالقراءة والكتابة، يتزايد القلق على الأمية الوظيفية. البرنامج الدولي لتقييم الطلبة (PISA)، بتنسيق من منظمة التعاون والتنمية، يحتل حاليا المركز التعليمي البلجيكي كأفضل 19 في العالم، ويجري أعلى بكثير من متوسط منظمة التعاون والتنمية. التعليم التي يجري تنظيمها بشكل منفصل من قبل كل، وعشرات من الجماعة الفلمنكية ملحوظ فوق المجتمعات الفرنسية والناطقة باللغة الألمانية.
يعكس الهيكل المزدوج للمشهد السياسي البلجيكي القرن 19، والتي تتميز الليبرالي والأحزاب الكاثوليكية، يقسم النظام التعليمي ضمن العلمانية وجزء من الدين. يتم التحكم في فرع العلمانية من التعليم من قبل المجتمعات المحلية والمحافظات، أو البلديات، في حين أن الشؤون الدينية والتعليم فرع من الكاثوليكية أساساً، والتي نظمتها السلطات الدينية، على الرغم المدعومة والتي تشرف عليها المجتمعات.

## وصلات خارجية
- موقع الحكومة
- موقع البرلمان
- صور من بلجيكا
- بروكسل

## الملاحظات
1. ↑  Belgium is also a member of, or affiliated to, many international organizations, including وكالة التعاون الثقافي والتقني، البنك الإفريقي للتنمية، بنك التنمية الآسيوي، مجموعة أستراليا، بنلوكس، BIS، CCC، مجلس أوروبا، سيرن، مجلس الشراكة الأوروبية الأطلسية، البنك الأوروبي لإعادة البناء والتنمية، EIB، الوحدة الاقتصادية والنقدية للاتحاد الأوروبي، وكالة الفضاء الأوروبية، EU، منظمة الأغذية والزراعة، مجموعة العشرة، الوكالة الدولية للطاقة الذرية، البنك الدولي للإنشاء والتعمير، المنظمة الدولية للطيران المدني، المحكمة الجنائية الدولية، جمعية الصليب والهلال الأحمر، مؤسسة التنمية الدولية، IDB، الوكالة الدولية للطاقة، الصندوق الدولي للتنمية الزراعية، مؤسسة التمويل الدولية، الاتحاد الدولي لجمعيات الصليب الأحمر والهلال الأحمر، المنظمة الهيدروغرافية الدولية، منظمة العمل الدولية، صندوق النقد الدولي، المنظمة البحرية الدولية، المنظمة الدولية للأتصالات عبر الأقمار الصناعية المتنقلة، إنتل سات، منظمة الشرطة الجنائية الدولية، اللجنة الأولمبية الدولية، منظمة الهجرة الدولية، المنظمة الدولية للمعايير، الاتحاد الدولي للاتصالات، بعثة منظمة الأمم المتحدة لتحقيق الاستقرار في جمهورية الكونغو الديمقراطية (observers), الحلف الأطلسي، وكالة الطاقة النووية، مجموعة الموردين النوويين، منظمة الدول الأمريكية (observer), منظمة التعاون الاقتصادي والتنمية، منظمة حظر الأسلحة الكيميائية، منظمة الأمن والتعاون في أوروبا، PCA, UN, مؤتمر الأمم المتحدة للتجارة والتنمية، لجنة الأمم المتحدة الاقتصادية لأوروبا، يونسكو، المفوضية السامية للأمم المتحدة لشؤون اللاجئين، منظمة الأمم المتحدة للتنمية الصناعية، بعثة الأمم المتحدة للإدارة المؤقتة في كوسوفو، وساطة الأمم المتحدة في نزاع كشمير، وكالة الأمم المتحدة لإغاثة وتشغيل اللاجئين الفلسطينيين، هيئة الأمم المتحدة لمراقبة الهدنة، الاتحاد البريدي العالمي، بنك تنمية غرب أفريقيا (non-regional), اتحاد أوروبا الغربية، منظمة الصحة العالمية، المنظمة العالمية للملكية الفكرية، المنظمة العالمية للأرصاد الجوية، منظمة التجارة العالمية، ZC.
2. ↑  Native speakers of Dutch living in Wallonia and of French in Flanders are relatively small minorities that furthermore largely balance one another, hence attributing all inhabitants of each unilingual area to the area's language can cause only insignificant inaccuracies (99% can speak the language). Dutch: Flanders' 6.079 million inhabitants and about 15% of Brussels' 1.019 million are 6.23 million or 59.3% of the 10.511 million inhabitants of Belgium (2006); German: 70,400 in the German-speaking Community (which has language facilities  [لغات أخرى]‏ for its less than 5% French-speakers) and an estimated 20,000–25,000 speakers of German in the Walloon Region outside the geographical boundaries of their official Community, or 0.9%; French: in the latter area as well as mainly in the rest of Wallonia (3.414 − 0.093 = 3.321 million) and 85% of the Brussels inhabitants (0.866 million) thus 4.187 million or 39.8%; together indeed 100%.
3. ↑  Flemish Academic Eric Corijn (initiator of Charta 91), at a colloquium regarding Brussels, on 2001-12-05, states that in Brussels there is 91% of the population speaking French at home, either alone or with another language, and there is about 20% speaking Dutch at home, either alone (9%) or with French (11%)—After ponderation, the repartition can be estimated at between 85 and 90% French-speaking, and the remaining are Dutch-speaking, corresponding to the estimations based on languages chosen in Brussels by citizens for their official documents (ID, driving licenses, weddings, birth, sex, and so on); all these statistics on language are also available at Belgian Department of Justice (for weddings, birth, sex), Department of Transport (for Driving licenses), Department of Interior (for IDs), because there are no means to know precisely the proportions since Belgium has abolished 'official' linguistic censuses, thus official documents on language choices can only be estimations. For a web source on this topic, see e.g. General online sources: Janssens, Rudi نسخة محفوظة 10 أكتوبر 2017 على موقع واي باك مشين.
4. ↑  The Dutch word 'ommegang' is here used in the sense of an entirely or mainly non-religious procession, or the non-religious part thereof—see also its article on the Dutch-language Wikipedia؛ the Processional Giants of Brussels, Dendermonde and Mechelen mentioned in this paragraph are part of each city's 'ommegang'. The French word 'ducasse' refers also to a procession; the mentioned Processional Giants of Ath and Mons are part of each city's 'ducasse'.
5. ↑  Notable Belgian films based on works by Flemish authors include: De Witte (author إرنست كلايس) movie by Jan Vanderheyden and Edith Kiel in 1934, remake as De Witte van Sichem directed by روبي دي هيرت in 1980; De man die zijn haar kort liet knippen (Johan Daisne) André Delvaux 1965; Mira ('De teleurgang van de Waterhoek' by Stijn Streuvels) Fons Rademakers 1971; Malpertuis (aka The Legend of Doom House) (جان راي [pen name of Flemish author who mainly wrote in French, or as John Flanders in Dutch]) Harry Kümel 1971; De loteling (Hendrik Conscience) Roland Verhavert 1974; Dood van een non (Maria Rosseels) Paul Collet and Pierre Drouot 1975; Pallieter (فيليكس تيمرمانز) Roland Verhavert 1976; De komst van Joachim Stiller (Hubert Lampo) Harry Kümel 1976; De Leeuw van Vlaanderen  [لغات أخرى]‏ (Hendrik Conscience) هوغو كلاوس (a famous author himself) 1985; Daens ('Pieter Daens' by لويس باول بون) Stijn Coninx 1992; see also Filmarchief les DVD!s de la cinémathèque (in Dutch). Retrieved on 7 June 2007. نسخة محفوظة 28 ديسمبر 2016 على موقع واي باك مشين.

## اقرأ أيضا
- معركة ميسينز 1917